# 권한의 위임
권한의 위임이란 행정청이 그의 권한의 일부를 다른 행정기관에 이전하여 수임기관의 권한으로 행사하게 하는 것을 뜻한다.
판례에 따르면 기관위임사무는 조례에 의하여 재위임할 수 없다.

## 내부위임
내부위임을 받은 자가 자신 이름으로 한 처분은 위법무효의 처분이다.

## 참고 문헌
- 김철용, 행정법, 박영사.